# ローワー・メリオン高校
ローワー・メリオン高校（Lower Merion High School）はフィラデルフィアローワー・メリオン郊外にあるアードモアの公立高校である。2005年にはウォール・ストリート・ジャーナルによってアメリカ合衆国の高校トップ60にランクインした。

## 歴史

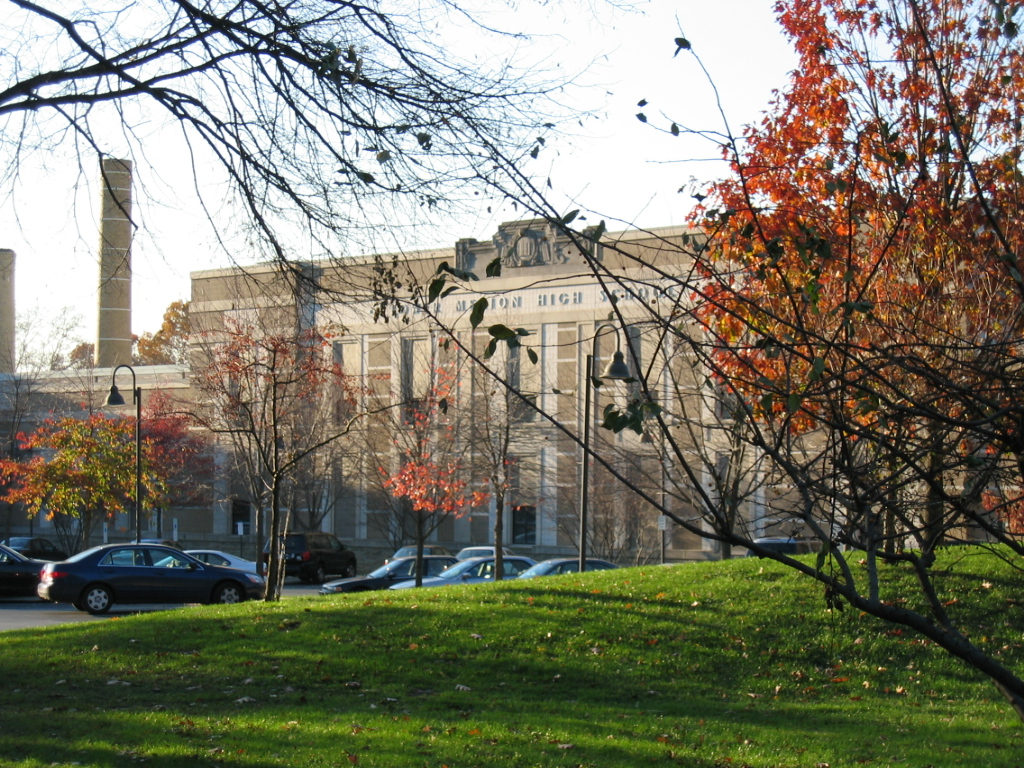
ローワーメリオン高校、古い建物

## 著名な卒業生
かっこ内は卒業年。 

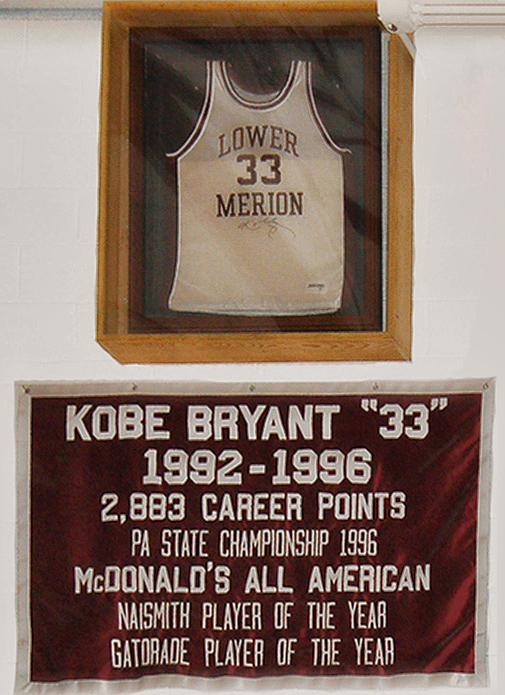
ブライアントの引退した＃33ジャージとローワーメリオン高校のジムでのバナー。

- JD Albert （1993）、発明者でありイーインク（英語版）創設者
- リチャード・アムセル （1965）アーティスト
- エイミー・アキノ （1975）、映画およびテレビ女優
- ヘンリー・アーノルド （1903年）、 陸軍大将であり、米国空軍の父は、2つの軍事部門（陸軍と空軍）の5つ星の将軍になる唯一の人物であり、プロジェクトRANDの創設者でもありました。世界最大の非営利グローバルポリシーシンクタンクの1つであるRAND Corporationと、パンアメリカンワールドエアウェイズ創設者。
- ビリー・アロンソン （1975）、劇作家、作家、ミュージカル『レント』創始者
- チャック・バリス （1947）、ライター/プロデューサー、『ザ・ゴングショー』のホスト
- ジュリアス・W・ベクトン・ジュニア（1944）、陸軍大将、 連邦緊急事態管理局 （FEMA）の局長[1]
- ハワード・ベンソン （1974） [要出典]、グラミー賞にノミネートされた音楽プロデューサー
- ジェームズ・H・ビリントン （1946）、米国議会図書館長[2]
- アル・ボニウェル （1930）、プロバスケットボール選手[3]
- ジム・ブローガン （1976）、NBAプロバスケットボール選手
- コービー・ブライアント （1996）、NBAプロバスケットボール選手
- ラッセル・カーター （1981）、NFLプロフットボール選手
- ジョニー・クリスマス （2001）、高校3年制の全米ラクロス選手[4]
- ジョー・コンウェル （1979）、USFL＆NFLプロのフットボール選手
- トミー・コンウェル （1980）、トミー・コンウェルとヤング・ランブラーズのギタリスト兼リード・シンガー
- ロバート・ファグレス （1951）、教授、詩人、古代ギリシャの古典の翻訳で最もよく知られている[5]
- Bobbito Garcia （1984）、DJ、ライター[6]
- ディラン・ゲルラ （2012）、女優
- マーク・ガーバン （1998年）、ボート競技で世界選手権（2005〜2007年）でパレスチナを代表する最初の人物
- ギデオン・グリック （2006）、ブロードウェイパフォーマー
- フレデリック・グリンネル（生物学者） （1962）、細胞生物学者、生命倫理学者
- アレクサンダー・ヘイグ （1942年）、 アメリカ合衆国陸軍大将、1973年から74年のホワイトハウス参謀本部長および1981年から82年の国務長官[7]
- マーシャル・ハースコビッツ（1969）、テレビ作家、脚本家
- BJジョンソン （2013）、NBAバスケットボール選手
- スコット・バリー・カウフマン （1998）、心理学者、ニューヨーク大学教授、ポピュラーサイエンスライター
- ペンシルベニア大学ロースクールの法学教授、ノイエス・リーチ（1939年）
- タイムワーナーの元会長兼CEO、ジェラルド・M・レビン（1956）
- レイチェル・レビン（2014年）、YouTuberおよび美容師「RCLBeauty101」
- アロン・マグナー（1994）[要出典]、ディスコ・ビスケッツのキーボードプレーヤー
- ナンシー・マイヤーズ（1967年）、ハリウッドの作家/監督/プロデューサー
- J・ラッセル・ペルツ、殿堂入りボクシングプロモーター
- バーナード・ピアス（卒業、異動）、NFLプロのフットボール選手
- サミュエル・プルーフ（1992）、俳優
- ジョン・ルービン（1981）、芸術家、教授
- アレック・シャイナー（1988）、NFLクリーブランド・ブラウンズ会長
- リサ・スコットリン（1973）、弁護士、合法スリラー小説のベストセラー作家
- Lynn Sherr（1959）、ABC News特派員
- ニール・シュービン（1978）、古生物学者、作家
- Theodore Slaman（1972）数学者、カリフォルニア大学バークレー校教授
- マットスナイダー（1994）、NFLプロのフットボール選手
- Jan Peter Toennies（1948）、物理学者、マックスプランクダイナミクスおよび自己組織化研究所の元ディレクター
- Diaspora ソフトウェアおよびWebサイトの創設者、Ilya Zhitomirskiy （2007）